# Tay Zonday
Tay Zonday, właśc. Adam Nyerere Bahner (ur. 6 lipca 1982 w Minneapolis) – amerykański piosenkarz i kompozytor.
Jego kompozycja Chocolate Rain i towarzyszący jej film wideo opublikowany w serwisie internetowym YouTube stała się popularna wśród internautów w 2007 r. W ciągu miesiąca ze zwykłego studenta zamienił się w osobę pokazywaną w telewizji. Pojawił się między innymi w Opie & Anthony Show, Attack of the Show, na stacji G4TV, VH1’s Best Week Ever na stacji VH1 i w Jimmy Kimmel Live!, gdzie wykonał swoją najbardziej znaną kompozycję. Pojawił się również na pierwszej stronie Los Angeles Times 12 sierpnia 2007 r. i udzielił wywiadu stacji CNN. Artysta wystąpił także w teledysku do piosenki zespołu Weezer pt. „Pork and Beans”.

## Reakcje
Australijski Daily Telegraph napisał: „Tay Zonday napisał być może najczęściej w tej chwili słuchaną piosenkę na świecie”. People Magazine stwierdził: „Tay Zonday podbił YouTube monotonnym, syntezatorowym „Chocolate Rain”, a po występie w programie Jimmy Kimmel Live! jego gwiazda lśni jeszcze jaśniej”. Autor artykułu podkreślił również, że inni artyści oddali hołd piosence w czasie jej największej popularności w sierpniu 2007. Piosenkarz John Mayer podczas niektórych swoich koncertów udawał grę Zondaya na keyboardzie, grając na gitarze, a na Best Week Ever parodiował przebój, nawiązując również do utworu Nelly Furtado pt. Say It Right. Perkusista Tré Cool z zespołu Greenday nagrał cover utworu „Chocolate Rain” i  umieścił go na YouTube. Na koncertach zespołu Dave Matthews Band jego sekcja dęta nawiązywała do Chocolate Rain w końcowych taktach utworu The Dreaming Tree. Tay Zonday stał się również obiektem parodii wielu krótkich filmów umieszczonych w serwisie YouTube.

## Single
Inne popularne utwory opublikowane w serwisie YouTube lub na stronie internetowej artysty: „Internet Dream”, „The Only Way”, „Demons On the Dance Floor”, „Do The Can't Dance” i „Say No To Nightmares”, „Explode”. Wykonał również wiele coverów różnych utworów.
Single w kolejności chronologicznej:
- „Demons On The Dance Floor”
- „Love - feat Kooby”
- „Chocolate Rain”
- „Never Gonna Give You Up” [cover]
- „Internet Dream”
- „The Only Way”
- „Do The Can't Dance”
- „Say No To Nightmares”
- „Someday”
- „Too Big for You”
- „Get it Back” thug remix
- „Cherry Chocolate Rain”
- „Explode”